# Drietandvlakjesmot
De drietandvlakjesmot (Catoptria falsella) is een vlinder uit de familie grasmotten (Crambidae). De spanwijdte van de vlinder bedraagt tussen de 18 en 24 millimeter. De soort overwintert als ei.

## Waardplanten
De drietandvlakjesmot heeft mossen als waardplanten, vooral muurmos.

## Voorkomen in Nederland en België
De drietandvlakjesmot is in Nederland en in België een algemene soort. De soort heeft jaarlijks één generatie die vliegt van juni tot september.